# 经济特区
经济特区（英語：Special Economic Zone，簡稱），是指一種地理學概念，主要由政府為了吸引外資或企業入駐而设立法律更為寬鬆或具有優惠條件经济发展的區域，除有省級經濟決策權外，還可在對外經濟活動中，採取更為開放的政策。特區之“特”，主要是指它實行特殊的經濟政策、靈活的經濟措施和特殊的經濟管理體制，如減免關稅等經濟上的優惠待遇，提供理想的投資環境和組織完善的領導管理體制，以及增加外資投入和外匯收益，藉此促進經濟發展。經濟特區的概念本身涵蓋範圍較為廣泛，更細微具體的區分為出口加工区（Export Processing Zones）、自由區域（Free Zones）、自由港（Free Ports）、自由貿易园區（Free Trade Zones）、都會企業區和工業區（Industrial Estates）等。

## 概述
設立經濟特區最主要目的，大多是為了適應全球化並從中獲益，進而改善本地經濟生活水準和保護本土文化產業以至於不受全球化影響而加速流失破壞的緩急措施。
經濟特區建立最為著名成功的例子是深圳市，從一個边陲小镇經歷20年發展後變成超過一千萬以上人口的大城市，越南、巴西、印度、伊朗、約旦、巴基斯坦、菲律賓、波蘭、北韓、俄羅斯、烏克蘭、阿拉伯聯合大公國、哥倫比亞、南韓、秘魯和哈薩克等也效仿進而成立經濟特區。
2007年根據世界銀行統計，預估將成立或已經成立經濟特區的數量統計，在全世界有將近127個國家和地區估計3000多個關於經濟特區的項目發展出來。

## 中华人民共和国
改革开放之初，在缺少对外经济交往经验、法律体系不健全的形势下，设立经济特区为进一步改革和开放、扩大对外经济交流起到了极为關鍵的作用。时任中共广东省委第一书记习仲勋等地方领导人首先提出建立经济特区，得到国务院总理赵紫阳的积极支持，并成功说服邓小平建立深圳经济特区。“特区”一名亦由邓小平命名，来自陕甘宁特区（1937年11月至1938年1月对陕甘宁边区的称呼）。1979年7月，中共中央、國務院同意在廣東省的深圳、珠海、汕頭三市和福建省的厦門市試辦出口特區。1980年5月，中共中央和國務院決定將深圳、珠海、汕頭和厦門這四個出口特區改稱為經濟特區。8月26日，第五届全国人民代表大會常務委員会第十五次会议批准《广东省经济特区条例》，這些經濟特區相繼興建，标志着经济特区正式成立的法律授权。1984年鄧小平考察深圳、珠海、廈門三個經濟特區。
經濟特區實行特殊經濟政策和經濟管理體制，建設上以吸收利用外資為主。设立经济特区是改革开放之初邓小平的改革开放思想的重要内容之一，经济特区作为对外交流的窗口，在一定时期内通过中央政府给予的政策优势和区位优势二者合力，经济以超出一般地区很多的速度成长，其人均经济实力接近或超过中等发达国家（或地区）的水平，後來更衍生了上海浦东新区和天津滨海新区。2011年5月1日起，汕头经济特区范围扩大至全市。在近一年的时间里，深圳、厦门、珠海、汕头等中国大陸最早的四个经济特区都扩大了范围。分析人士指出，扩容并非仅仅是特区在地理范围上的简单扩张，而是将为这些昔日的改革开放前沿阵地注入新的发展动力，扩大经济特区先发优势的辐射力，为推动区域经济平衡发展作出新贡献。

### 現有經济特区

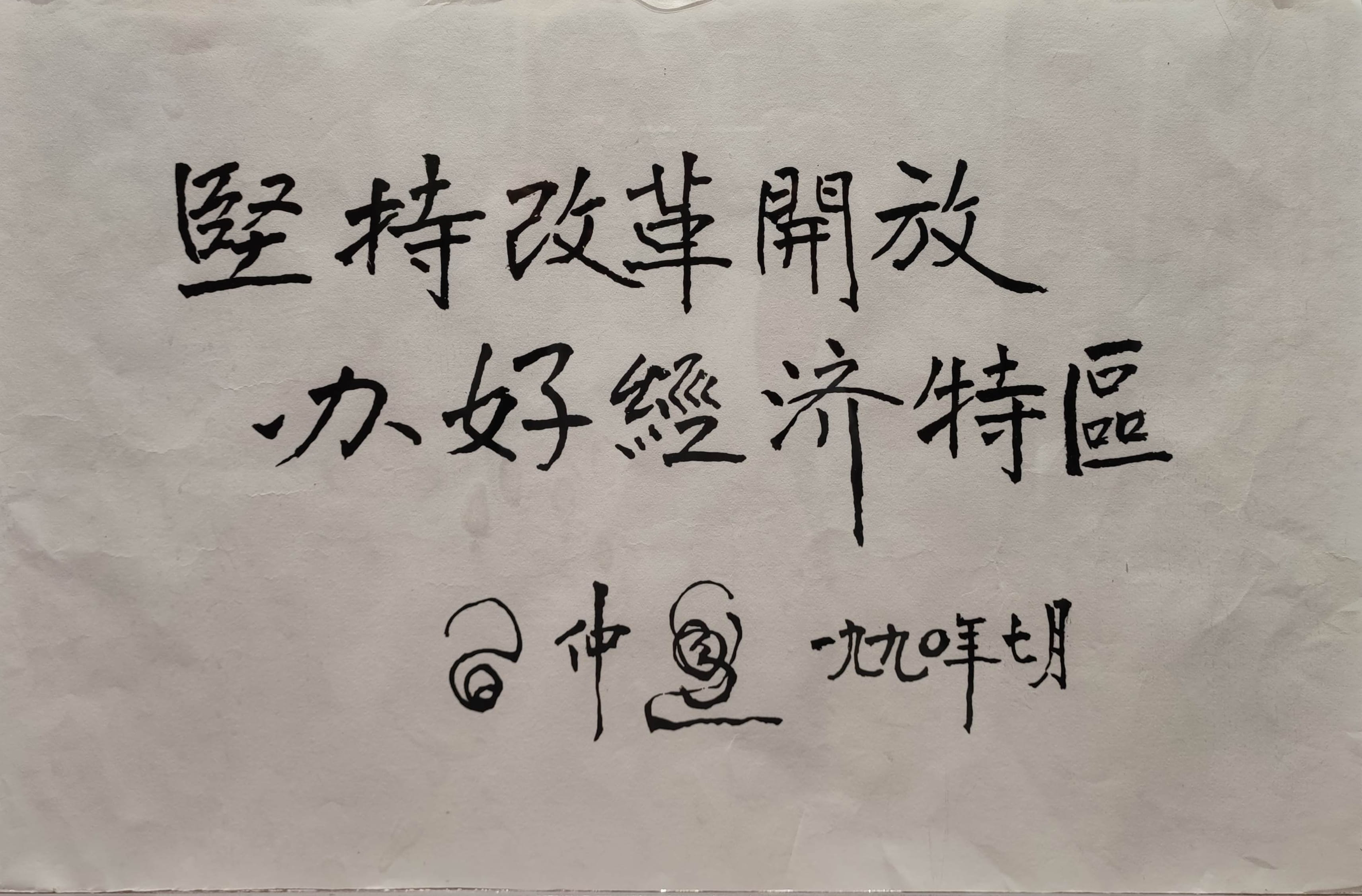
1990年7月习仲勋为珠海题词：坚持改革开放，办好经济特区（藏于珠海市博物馆）

一开始全在東南沿海，例如广东和福建，後來漸漸扩大到其它边境地区。
现為經濟特區的城市：
- 广东：深圳、珠海、汕头
- 福建：厦门
- 海南：海南岛全境

此外，下列地区享有部分类似经济特区的开放政策：
- 新疆：喀什[註 1]、霍尔果斯[註 2][6]
- 上海：上海自贸区临港新片区

根据《国务院关于支持喀什、霍尔果斯经济开发区建设的若干意见》（国发〔2011〕33号）、《关于设立喀什经济开发区管理委员会的批复》（中央编办复字〔2012〕45号）、《关于加快喀什、霍尔果斯经济开发区建设的实施意见》（新政发〔2012〕48号），设立喀什经济开发区管理委员会，与“中共喀什经济开发区工作委员会”一个机构、两块牌子，作为自治区党委、人民政府的派出机构，机构规格为副厅级，行使自治区级管理权，负责开发区的统一规划。行使国家、自治区赋予开发区的经济管理和审批权限。上述国务院发文中提到的“特区”措辞为：“充分借鉴国内各经济特区和各类产业集聚区建设发展的成功经验，根据新疆地域特点和比较优势，有针对性地实行特殊优惠政策，先行试验一些重大改革开放措施，创新和完善管理体制、发展模式，推动经济开发区又好又快发展。”
根据国务院《中国（上海）自由贸易试验区临港新片区总体方案》（国发〔2019〕15号），提及特区的措辞为：“新片区参照经济特区管理”。
此外深圳、珠海、廈門三地，由於接近港澳台，故三地口岸擁有出入境控管的機能，並實施港澳個人遊、小三通等跨境觀光與交通活動。

### 《中华人民共和国立法法》所规定的经济特区
根据全国人民代表大会的授权决定，《中华人民共和国立法法》条文所指的经济特区是具有明确内涵外延的法律概念，仅包括以下五处经济特区：
- 海南经济特区（1988年4月获得立法授权）[10]
- 深圳經濟特區（1989年4月获得立法授权）[11]
- 厦门经济特区（1994年3月获得立法授权）[12]
- 珠海经济特区（1996年3月获得立法授权）[13]
- 汕头经济特区（1996年3月获得立法授权）[13]

上述经济特区的立法权限由全国人民代表大会授权，管辖地域范围由国务院正式发文明确。《立法法》授予经济特区所在地的市的人民代表大会及其常务委员会可以制定地方性法规。“经济特区法规根据授权对法律、行政法规、地方性法规作变通规定的，在本经济特区适用经济特区法规的规定。”而其他较大的市制定的地方法规，是不得与法律、行政法规、本省地方性法规相抵触，不具有“变通规定”这种权限。
在2011年之前，经济特区的管辖地域范围与“经济特区所在地的市”的管辖地域范围往往不相同。例如珠海市的地域范围早先与珠海经济特区的地域范围不同，珠海市人大常委会2005年5月27日制定的《珠海经济特区道路交通安全管理条例》在当时仅适用于珠海经济特区，不适用于属于珠海市但不属于珠海经济特区的辖域。此外，现时的海南经济特区仅限海南岛，而海南省管辖范围则包含了南海离岛。

## 印度

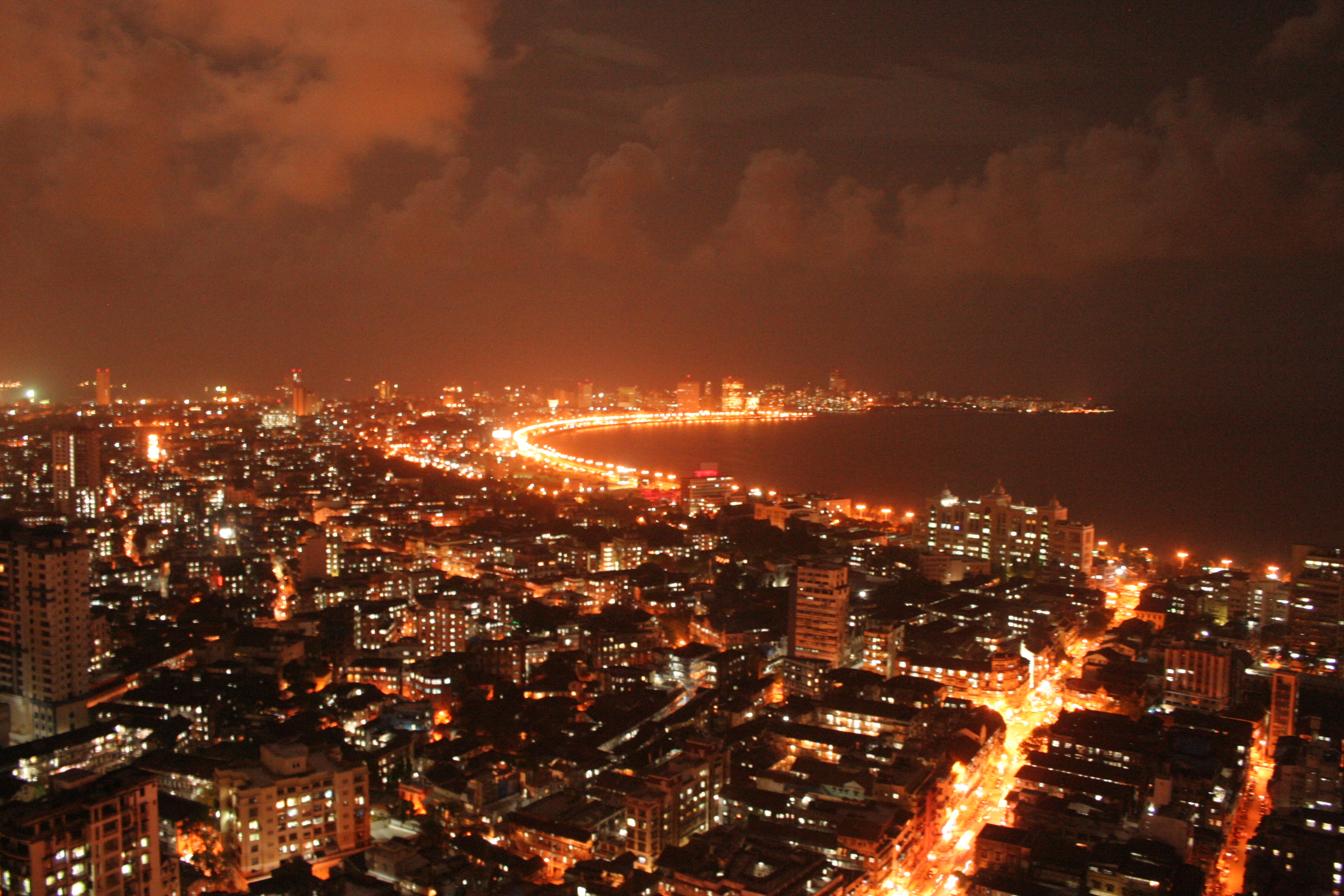
入夜的孟买海滨大道

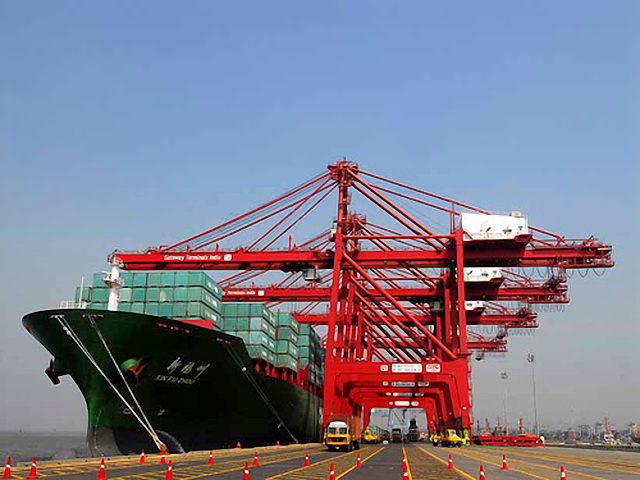
搭載龐大吞吐量的尼赫魯港

印度在開國元勳尼赫魯指導下一直實行帶有社會主義特色的計劃經濟，1990年後印度也開始認識到市場化才是出路，進而規劃經濟特區，2005年，根據印度官方統計已經有將近五百個計劃待審核，兩百個已經開始規劃實施，世銀認為光是維持這麼大規模的特區是非常困難不穩定的，不過印度政府把經濟特區視為外國領土並且提供給外資更加寬鬆的政策及平等的投資環境來吸引那些外國企業入駐，希望可以提升成長率及彌補早期過於嚴格的政策導致外資退縮。

### 現有經濟特區
- 艾哈邁達巴得、巴羅達、根德拉和蘇拉特（古吉拉特邦）
- 阿格拉（北方邦）
- 貝爾高姆航天經濟特區（卡納塔克邦）[14]
- 欽奈、特里奇、乓魯德拉艾（埃羅德）、伊朗達庫魯、馬杜賴、楠谷內里和蒂魯內爾維利（泰米爾納德邦）
- 欽奈第一特區（英语：Thuraipakkam）（欽奈）
- 埃塔科技園區（納瓦魯爾，欽奈）
- 斯里蘭卡市經濟特區和埃塔（“避免雙重課稅”之意，泰米爾納德邦－安德拉邦邊界）
- 法塔（西孟加拉邦）
- 海德拉巴（安德拉邦）
- 肯辛頓（奔威，孟買）
- 喀欽（喀拉拉邦）
- 瑪辛德拉世界城（欽奈和齋浦爾）
- 班加羅爾市區縣（卡納塔克邦）
- MARG Swarnabhoomi（页面存档备份，存于）工程與複合服務特區（泰米爾納德邦）
- 那格浦爾（馬哈拉施特拉邦）
- 新奧克哈工業發展地帶，大諾迪亞（北方邦）
- 製藥和生化經濟特區、安瑞巴德（馬哈拉施特拉邦）
- 皮斯馬普爾（中央邦）
- 波利培利（安德拉邦）
- 維沙卡帕特南（安德拉邦）
- 韋蘭卡尼（泰米爾納德邦）

目前印度有超過1022個業務單位遍及9個有效的經濟特區，每年平均約200畝被興建起來並被轉換成經濟特區，這些經濟特區透過公家，私營或政府而被建立起來，但是這些規劃不少引發民間批評、質疑和爭議，尤其來自農業界，組織許多次抗議的遊行集會來指責政府用低價徵收或強奪許多肥沃有價值的土地，而之後又以非常低廉的價格當作商業或工業地段賣給企業界，不少印度知名人士如巴賈（Bajaj）和有些著名公司也都曾公開反對這些政策，說可以用荒地或是荒山來進行開發工業地段，而非要用到可以進行農業工作肥沃的土地，有些較落後地方甚至因為出現不法的徵收手段，導致失去土地的農民參與反建制運動（如納薩爾派）。

## 南韓
南韓在東南地方成立大邱慶北自由經濟特區，坐落在大邱都會地帶和慶尚道北部省份，總共11個部分並且共計占地39.54公里，大邱慶尚道自由經濟特區是由七個創新的地區和許多高科技研發工業及4個製造業地區所組成。

## 北韓

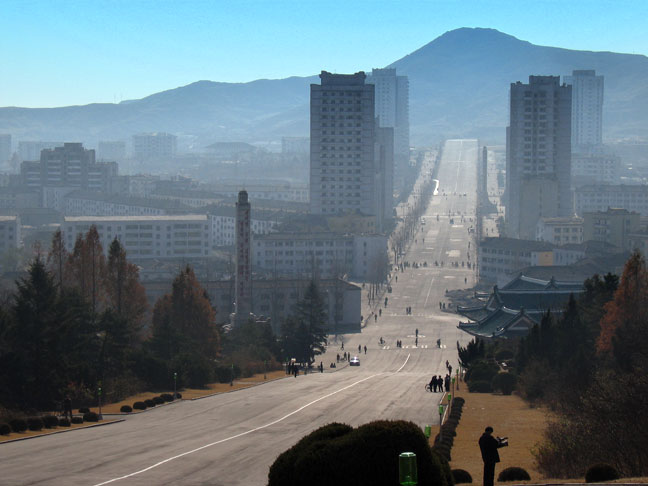
開城工業地區

1994年，朝鲜民主主义人民共和国政府為了解決國內經濟失調和人民生活貧窮的問題，与联合国开发计划署合作，在鸭绿江沿岸的中华人民共和国延边朝鲜族自治州及俄罗斯邊界附近成立一個由羅津市和先鋒郡組成的特區（法定全名羅津先鋒市，簡稱羅先市），期望吸引外資入駐，後來更讓羅津從咸鏡北道獨立出來自立成一個區域。
2000年8月，北韓也在朝韓非軍事區接壤邊界成立開城工業地區，希望可以獲得南韓和其他全球各地企業資金和技術的幫助，北韓方面提供土地和勞動力，南韓方面提供資本，技術和電力。2002年11月，《開城工業地區法》制定。2003年6月，開始建設第1期區劃，2005年已經出產一些產品。南韓人員允許穿越三八度停戰線來往開城。

## 俄羅斯
俄羅斯聯邦的經濟特區由政府資助，創建並擁有，並且2005年7月22日由俄羅斯聯邦制定聯邦法律第116條所規範。目前俄羅斯的經濟特區分成四大類，共計27個特區：
一、工業生產型經濟特區（6）：
分別位於利佩茨克州（利佩次克特區）、韃靼斯坦共和國（阿拉布加特區）、薩馬拉州（陶里亞蒂特區）、斯維爾德洛夫斯克州（鈦谷特區）、普斯科夫州（莫格利諾特區）和卡盧加州（柳季諾沃特區）。工業生產型經濟特區發展領域包括化工及石化工業、機械製造（包括電力和能源機械）、航空和航太工業以及汽車製造業。目前這些經濟特區內的工程、交通和能源等基礎設施已建立。
二、科技研發型經濟特區（5）：
特區位於莫斯科市（綠城特區）、聖彼得堡市（聖彼得堡特區）、托木斯克州（托木斯克特區）、莫斯科州（杜布納特區）和韃靼斯坦共和國（創新城特區）。優先發展行業包括奈米技術、微電子與光電子、生物工程與生物傳感器技術、資訊與通訊技術、儀表製造、製藥與醫療技術、複合工程系統、節能技術和核技術。這些經濟特區內進行科技研究和生產所需的基礎設施都已經建立。
三、旅遊休閒型經濟特區（13）：
位於阿爾泰共和國（阿爾泰谷特區）、布里亞特共和國（貝加爾港灣特區）、阿爾泰邊疆區（蔚藍卡通河特區）、伊爾庫茨克州（貝加爾大門特區）、濱海邊疆區（俄羅斯島特區）與北高加索的旅遊休閒集群（北高加索休養地），包含8個經濟特區（斯塔夫羅波爾邊疆區、克拉斯諾達爾邊疆區、阿迪格共和國、卡巴爾達-巴爾卡爾共和國、卡拉恰伊-切爾克斯共和國、印古什共和國、達吉斯坦共和國、北奧塞梯-阿蘭共和國）。外國公司可根據旅遊休閒型經濟特區潛在的旅遊項目，參與投資建設渡假村、運動休閒娛樂、療養設施及旅遊業服務設施等。
四、港口型經濟特區（3）：
位於烏里揚諾夫斯克州（烏里揚諾夫斯克-東方特區，機場為經濟特區中心）、哈巴羅夫斯克邊疆區（蘇維埃港特區，海港）和莫曼斯克州（摩曼斯克特區，海港）。發展領域以飛機技術服務和修理，提供各類飛機航線及標準技術服務、出口用飛機簡單組裝生產和現代化生產及改裝、船舶維修和建設、商品售前業務及運輸、水生物資源加工、船舶用品和裝備、保障港口型經濟特區的基礎設施營運。
各類型經濟特區內共有340家投資廠商註冊，來自21國57家外資，包含日本橫濱橡膠、比利時貝爾卡特集團、法國聖戈班、日本五十鈴汽車、瑞士諾華公司、美國福特汽車公司、諾基亞西門子通信等大型跨國集團。

## 越南
越南效仿改革開放案例，並決定採取更為開放的政策，在之前越南是採取規劃經濟和共產體制的國家之一，後轉而導入市場經濟和對外開放政策，進入經濟高速發展時期。

## 柬埔寨
柬埔寨自1993年恢复和平后，以柬埔寨人民党为首的洪森政府，参照各国的经济特区法制，成立柬埔寨经济特区的建立与管理法令，意在改善國際形象，進入經濟高速發展時期，吸引外资，改善人民生活，增加政府收入。
柬埔寨經濟特區委員會（Cambodia Special Economic Zone Board）隸屬於柬埔寨發展局（Council for the Development of Cambodia），至今已批准設立約30個經濟特區，至2016年共有11個經濟特區已投入運作。
柬埔寨的經濟特區在基礎設施質量及管理服務標準方面各有不同，因此難以比較。在現已運作的經濟特區中，金邊經濟特區（Phnom Penh SEZ）和西哈努克經濟特區（Sihanoukville SEZ）入駐廠商數最多，分別有超過80家和100家租戶，但以較小規模的廠商為主。位於柬埔寨邊境的經濟特區，如柴楨省的曼哈頓經濟特區雖然規模較小，但對有意利用鄰國基礎設施和運輸支援的製造商來說，是更合適的選擇。
柬埔寨主要的经济特区如下：
- 金边经济特区
- 巴域大成经济特区
- 巴域曼哈顿经济特区
- 西港经济特区
- 国公经济特区
- Hi-park经济特区

## 巴基斯坦

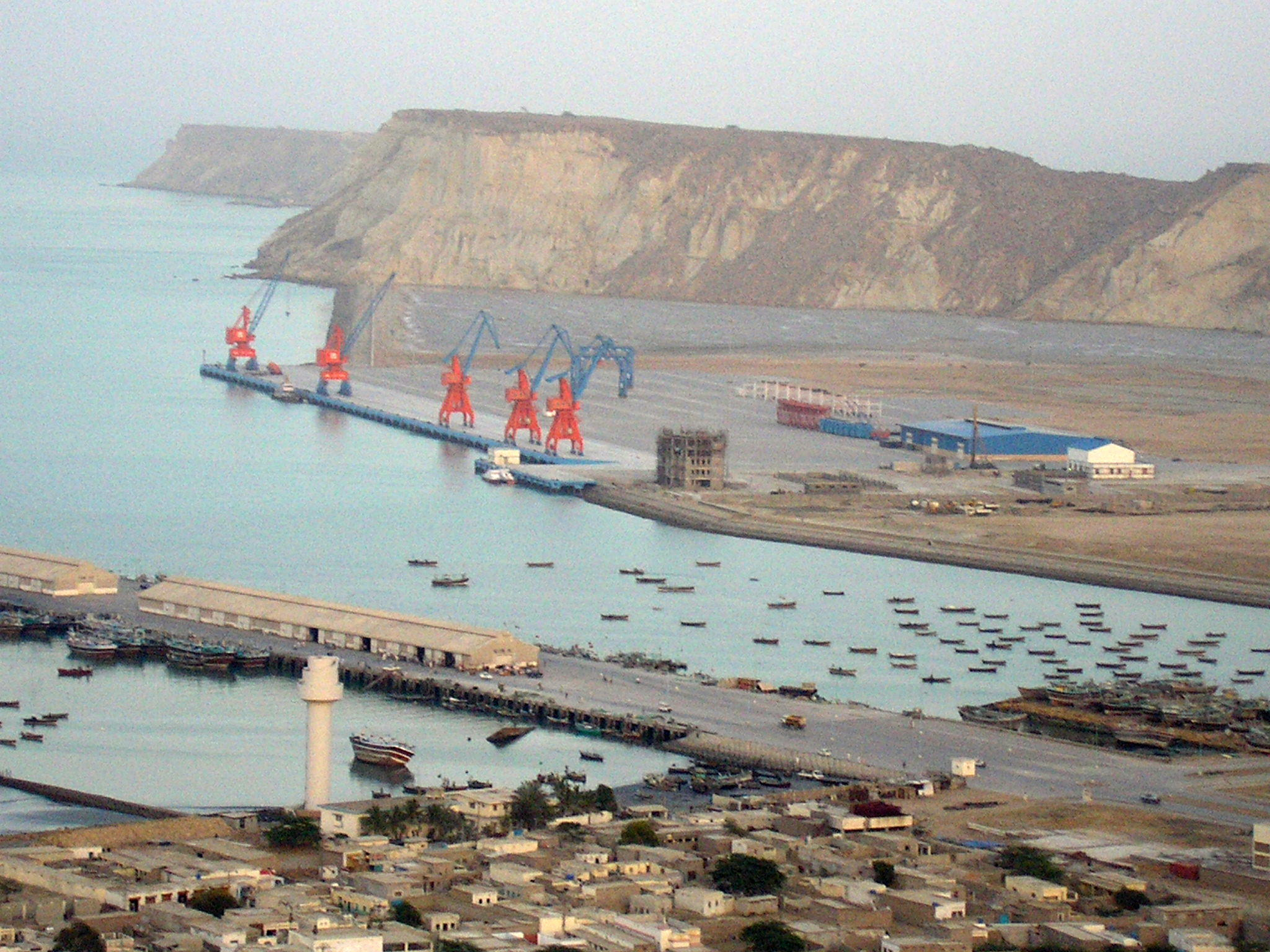
瓜達爾港

巴基斯坦一直為中國大陸關係密切的盟友之一，中國大陸經濟特區的大获成功之後，也開始幫助巴基斯坦發展在拉合爾郊外的哈爾魯巴經濟特區，其他經濟特區也包括中國大陸和巴基斯坦互利共商的經濟特區，譬如僅開放給中國大陸投資客引入中資的未來明珠－具有潛力欣欣向榮的瓜達爾港，除了跟中國大陸密切的合作以外，巴基斯坦也與日本協定許多僅限日本人可以投資的地方特區和城市，另外借重於回教國家的關係，巴基斯坦也試圖吸引西亞一些富裕的國家前來投資，一條拉合爾到錫亞爾科特的高速公路就由西亞海灣的卡達出資投資興建共計耗費10億美元，除了上述的經濟特區外，還有一個叫菲爾斯蘭巴德的新區域正在建設，建成後將是巴基斯坦最大的工業區，並且吸引世界各國的企業前來投資，目前已經最先建成一個只供中國大陸企業投資的特區。

## 伊朗
伊朗的經濟特區：
- Arg-e-Jadid經濟特區：汽車製造中心。
- PetZone：石化特別經濟區，马赫沙尔港。
- 基什島：基什島經濟特區。
- 薩拉赫斯。
- 色佔。
- 沙希德港。
- 愛慕蘭巴德經濟特區（页面存档备份，存于）。
- 布什爾港。

## 波蘭
總計14個經濟特區在波蘭。

### 現有經濟特區列表
- Kamiennogórska SSE
- Katowice Special Economic Zone
- Kostrzyńsko-Słubicka SSE
- Krakowski Park Technologiczny
- Legnicka SSE
- Łódzka SSE
- SSE EURO-PARK MIELEC
- Słupska SSE
- SSE Starachowice
- Suwalska SSE
- Pomorska SSE (Pomeranian Special Economic Zone)
- Tarnobrzeska SSE
- Wałbrzych Special Economic Zone "INVEST-PARK"
- Warmińsko-Mazurska SSE